# Glosar de geografie
Acest glosar de geografie conține termeni din domeniul geografic.

## A
- abiosferă - zonă de litosferă care nu a fost supusă vreodată influenței organismelor vii sau substanțelor biogene.
- abis:

- zonă de mare adâncime a fundului oceanic (sub formă de câmpii abisale, gropi abisale);
- deschizătură adâncă într-un versant muntos (calcaros) căreia nu i se vede fundul.
- ablațiune:

- transport al materialului rezultat din dezagregarea rocilor;
- reducerea masei unui ghețar prin topire, evaporare sau desprinderea aisbergurilor.
- aborigen - originar, născut în țara în care locuiește; sinonime: băștinaș, indigen; exemplu: aborigenii australieni.
- abraziune - proces de roadere a țărmului de către apa mării și care generează terase, faleze, insule, tunele, nișe etc.
- abrupt - porțiune dintr-un versant muntos, stâncos, puternic înclinat, formând pereți (ex: Bucegi, Piatra Craiului, etc).
- absorbția hidrocarburilor - colectarea și reținerea hidrocarburilor deversate în mări și oceane cu ajutorul unor substanțe solide ca: nisip, cretă, în vederea îngreunării și precipitării lor.
- absorbția radiației - reținerea de către vaporii și picăturile de apă, ozon, dioxid de carbon, oxigen, cristalele de gheață și particulele solide (praf) a unei părți din energia radiantă care străbate atmosfera și transformarea ei în energie calorică, mecanică, chimică sau electrică.
- ac - stâncă izolată și ascuțită (colț) caracteristică zonelor de abrupt. (ex: Acele Morarului, Bucegi).
- accident - neregularitate a reliefului apărută ca rezultat al interacțiunii agenților interni și externi.
- activă, peșteră ~ - peșteră străbătută de un curs de apă.
- activitate minieră - ansamblul de lucrări privind prospecțiunea, explorarea, dezvoltarea, exploatarea, prelucrarea, concentrarea, extracția metalurgică și comercializarea produselor miniere.
- acțiune dăunătoare a apelor - acțiune distructivă, manifestată de ape în anumite condiții climatice (ploi abundente, deszăpezire rapidă).
- acumulare - proces de depunere a materialului detritic (de obicei la baza vesanților) transportat de apă, vânt, ghețari etc.; forme de acumulare:  luncile, terasele, deltele, morenele, dunele etc.
- acumulare nepermanentă - acumulare realizată prin bararea unui curs de apă sau ca incintă laterală îndiguită, având rol numai pentru atenuarea viiturilor.
- acvifer - pânză sau nivel de apă subteran.
- adaptare morfoclimatică - punere de acord a proceselor geomorfologice și a formelor de relief dintr-o anumită zonă geografică, cu condițiile climatice ale zonei respective.
- afloriment:

- parte a unui zăcământ care apare la suprafața solului;
- loc unde apar la suprafața Pământului rocile sau mineralele, din cauza eroziunii sau a decopertării lor artificiale; deschidere geologică.
- afluent - nume dat unei ape curgătoare secundare, considerată în raport cu apa curgătoare mai mare în care se varsă.
- agenți geografici - forțe fizice sau organice care produc transformări continue în învelișul geografic, având ca sursă de energie în interiorul Pământului (agenți geografici interni sau endogeni) sau radiația solară, gravitația (agenți geografici externi sau exogeni).
- agestru - vezi con de dejecție.
- aglomerat vulcanic - rocă alcătuită din fragmente vulcanice rezultate din exploziile vulcanice și cimentate cu un material fin, tot vulcanic.
- aglomerație urbană - zonă urbană suprapopulată; vezi și megalopolis.
- agonă - locul geometric al punctelor de pe suprafața Pământului cu declinație magnetică nulă; reprezintă izogona de declinație nulă.
- agrest - tip de savană împădurită, xerofitică, în partea cea mai umedă din caatinga braziliană.
- aisberg - bloc de gheață desprins din calota polară și care plutește pe ocean.
- albie - porțiunea unei văi ocupată permanent sau temporar de apă (vezi și vale); se deosebesc:
  - albia minoră - partea mai joasă a albiei, matca prin care apa curge permanent sau în cea mai mare parte a anului;
  - albia majoră - partea mai ridicată, lunca, acoperită de ape numai în timpul viiturilor mari.
- albie părăsită - sector al albiei prin care nu mai are loc scurgerea apei, datorită apariției unui alt traseu.
- albie de străpungere - porțiune a albiei creată prin străpungerea pedunculului unui meandru.
- alcătuire morfologică - complex de forme de relief dintr-o anumită regiune.
- alizee - vânturi care bat în regiunile intertropicale, în tot timpul anului, cu direcție constantă: de la nord-est spre sud-vest în emisfera nordică și de la sud-est spre nord-vest în emisfera sudică.
- alogen -  (despre populații) de origine străină; venit din altă parte.
- aloglot - care aparține unei limbi diferite de cea oficială a unui stat, care se referă la o limbă diferită de cea oficială a unui stat.
- alohton - care este străin față de un anumit loc.
- alpin - care se referă la Munții Alpi și, prin extensiune, la fenomenele din regiunea cea mai înaltă a munților (de regulă peste 1.900 m).
- altiplanație - vezi crioplanație.
- altitudine - distanță verticală între un nivel sau un punct de pe suprafața uscatului și nivelul mijlociu al mării.
- alunecare de teren - fenomen de deplasare a terenului în pantă, în special după ploi îndelungate.
- aluviuni - material alcătuit din nisip, mâl, pietriș, transportat de apele curgătoare și depus pe fundul albiei, pe luncă sau la vărsare.
- alveolă eoliană - mică adâncitură a solului în regiunile deșertice, săpată în vânt cu ajutorul nisipului pe care îl poartă în suspensie.
- amfidromic, punct ~ - nivelul maxim al mareelor.
- amonte, în ~ - în susul văii, al apei; mai aproape de izvoare (vezi și aval).
- antarctic - care este situat într-o regiune opusă celei arctice, la Polul Sud sau în regiunea Polului Sud; care are caractere proprii acestei regiuni.
- antestepă - zonă de tranziție între zona de pădure și cea de stepă (sinonim: silvostepă).
- anticlinal - cută (boltită) a scoarței terestre, formată din strate cu partea convexă în sus, având stratele cele mai vechi la interior.
- antimeridian - meridian diametral opus altuia.
- antioraș - periferie; în unele zone suprapopulate, orașul-centru, împreună cu periferiile sale denumite anti-orașe, se desfășoară pe zeci de kilometri.
- antipozi - pereche de puncte diametral opuse pe suprafața globului pământesc.
- antropogeografie:

- ramură a geografiei care se ocupă cu studiul populației și al așezărilor omenești; geografie umană, geografia populației;
- ramură a geografiei, care a stat la baza geopoliticii și a teoriilor rasiste și șovine; a susținut că trăsăturile populației sunt determinate de mediul geografic la care este nevoită să se adapteze.
- Anul Geofizic Internațional - intervalul dintre 1 iulie 1957 și 31 decembrie 1958, când s-au efectuat, în colaborare internațională, studii amănunțite asupra Pământului, atmosferei și fenomenelor din spațiul cosmic care influențează Pământul.
- apalașian , relief ~ - relief caracterizat prin munți alcătuiți din roci cristaline, în care eroziunea a fost reactivată prin înălțare.
- apă arteziană - apă care, găsindu-se sub presiune între două strate impermeabile ale unei depresiuni sau ale unui sinclinal, țâșnește la suprafață în foraje sau prin crăpături.
- apă de infiltrație - vezi apă vadoasă.
- apă de sinclinal - apă sărată care se găsește în parte inferioară a unui zăcământ de țiței, spre sinclinal.
- apă de suprafață - apă care curge sau staționează la suprafața scoarței terestre sau care alcătuiește mările și oceanele; se împart în: ape curgătoare (râuri, fluvii, torenți), ape stătătoare (lacuri, mări, oceane) și ape stagnante.
- apă moartă - zonă dintr-o masă de apă în mișcare în care nu există curenți de tranzit, iar apa pare stătătoare (exemplu: unele brațe ale râurilor, lagune etc.); vezi și braț mort.
- apă stătătoare - apa care ocupă depresiuni mai mici sau mai mari ale scoarței, fiind de regulă lipsite de scurgere (exceptând dacă au afluent și emisar).
- apă vadoasă - apă care provine din infiltrația în scoarța Pământului a apelor acumulate din precipitații atmosferice (sinonim: apă de infiltrație).
- ape continentale - apele subterane și de la suprafața uscatului.
- ape de adâncime - totalitatea apelor situate sub primul strat impermeabil de la suprafața terenului (uneori la mari adâncimi) și au o extindere regională continuă.
- ape interioare - râurile, fluviile, lacurile și canalele situate pe teritoriul unui singur stat, mările interioare, apele porturilor și golfurilor interioare, care, ca atare, sînt supuse suveranității acelui stat.
- ape subterane - ape acumulate în scoarța Pământului, în porii, fisurile sau în golurile rocilor; sunt de mai multe feluri: apă freatică, ape de adâncime, apă arteziană, apă potabilă, apă de sinclinal etc.
- ape teritoriale - porțiunea de mare sau de ocean (de o anumită lățime), de-a lungul coastelor unui stat, supusă suveranității acestuia și formînd o parte integrantă a teritoriul său.
- arc - formă curbată a unui tip de relief; exemplu: arc muntos.
- arcadă - forma de relief montan, cu aspect de arc, caracteristică zonelor calcaroase.
- arctic - care este situat în regiunea Polului Nord; sinonime: septentrional, boreal; vezi și: regiune arctică, zonă arctică.
- arhipelag - grup de insule care, de obicei au aceeași origine (vulcanică, coraligenă, continentală etc.) și aceeași constituție geologică, se află la distanțe reciproce mici, formând un tot geografic și economic.
- arid, climat ~ - climat care este specific regiunilor cu climă continentală excesivă, în care evaporarea este mai mare decît cantitatea precipitațiilor căzute.
- arie continentală - regiune foarte întinsă, situată în afara zonelor geosinclinale, corespunzând părții principale a continentelor.
- arie geologică - suprafață pe care se întinde o formațiune sau o unitate geologică.
- arierdună - dună aflată în partea dinspre uscat a unui complex de dune litorale.
- arondisment - subdiviziune administrativă a departamentelor și a marilor orașe în Franța.
- aseismic - (despre zone geografice) care este lipsit de cutremure; în care nu se produc cutremure.
- așezare - grup de locuințe, de construcții care alcătuiesc un mediu de viață umană.
- așezare de tip urban - localitate de tip orășenesc din unele țări din estul Europei și din fosta URSS; exemple: Edineț, Cantemir, Koknese.
- atlantic - care aparține, se referă la Oceanului Atlantic sau la țările din jurul acestuia.
- atlas geografic - lucrare de cartografie care conține hărți geografice, sistematizate după anumite criterii și cu explicații și date în legătură cu regiunile respective.
- atmosferă - învelișul gazos al Pământului care, deși nu reprezintă nici o milionime din masa planetei, joacă un rol determinant privind schimburile de temperatură dintre diferitele zone ale Globului.
- atol - insulă în formă de inel, de dimensiuni relativ mici, formată din recifi care conțin în special schelete calcaroase de corali și care comunică sau nu cu marea prin mici canale.
- austral - (în opoziție cu boreal) care este spre (sau de la, dinspre) Polul Sud.
- australoizi - populație de rasă negroidă, cu păr creț și nas lat din Australia și Oceania.
- autocaptare - proces prin care un râu își captează propriile ape; procesul se produce în cazul râurilor cu meandre bine dezvoltate, prin reducerea treptată a peduncului, până la străpungerea sa definitivă.
- autohton - (persoană) care s-a născut și s-a dezvoltat pe teritoriul unde trăiește; băștinaș, indigen.
- aval, în ~ - în josul văii, al apei  (vezi și amonte).
- avalanșă - masă de zăpadă care se desprinde de pe coasta unui munte și se rostogolește la vale (antrenând în mișcare și pietrele, copacii etc. întâlniți în cale); sinonim: lavină.
- avandună - dună litorală paralelă cu țărmul, formată pe partea dinspre mare.
- avanplajă - sector de plajă situat între linia atinsă de apele cele mari și linia apelor celor mai mici (flux și reflux).
- aven(ă) - puț format pe roci solubile, cu pereți abrupți.
- avenida - stradă mare, bulevard în Spania, în Portugalia, în America Latină.
- axă de ridicare - linie a (direcției) după care s-a făcut ridicarea unui șir de munți.
- azonal - fără zone; care nu formează zone (compacte).

## B
- badlands - terenuri puternic degradate (prin acțiunea torenților, șiroirilor, surpări, alunecări), aproape lipsite de sol și de vegetație.
- baie - regionalism care semnifică mină.
- baltă - zonă largă de luncă inundabilă, în care predomină numeroase lacuri; exemple: Balta Ialomiței, Balta Brăilei; vezi și: iezer, tău.
- banc de nisip - ridicătură formată din pietriș amestecat cu nisip și cu nămol și depusă pe fundul apelor.
- banchiză - câmp de gheață format în regiunile polare, de-a lungul coastelor mării și din care, prin rupere, se formează aisbergurile.
- bară - prag submarin de nisip, situat la adâncime mică, în fața gurii de vărsare a unui fluviu, rezultat din depunerea materialului transportat de apă.
- barcană - dună caracteristică deșerturilor, în formă de potcoavă sau de semilună, cu convexitatea în partea de unde bate vântul.
- barieră de coastă - banc de nisip și pietriș care se formează pe coastele în pantă ușoară; în spatele dinspre coastă ale barierelor se formează lagune.
- barieră de gheață - abrupt al banchizei orientat spre mare, cu înălțimi de 200-1000 m, din care se desprind aisberguri.
- barisferă - partea centrală globului pământesc, cu o rază de circa 3.500 km și densitatea de 8.000-11.000 kg/m3 și care este constituită din metale ca nichel, fier (sinonim: centrosferă, nife).
- barrancos - văi cu caracter torențial dispuse radial pe flancurile unui con vulcanic, ca urmare a scurgerii lavei și ulterior a apelor; în România, asemenea forme se găsesc în munții: Călimani, Gurghiu, Harghita, Puciosul.
- batigraf – aparat care măsoară și înregistrează adâncimile mării, folosit în cercetările submarine.
- batimetrie – ramură a hidrometriei, care se ocupă cu măsurarea adâncimii apei în mări, lacuri și râuri.
- batipelagic - care se referă la zonele oceanice de mare adâncime.
- bayou - canal care traversează terenurile mlăștinoase; lac în formă de semicerc, format pe bucla unui meandru abandonat.
- bazinet - porțiune lărgită din valea unui râu la ieșirea lui din chei, formată prin eroziune laterală.
- bazin hidrografic - regiune din care un râu, un fluviu, un lac sau o mare își colectează apele.
- bazin receptor - bazin care drenează o regiune în mod natural către un curs de apă sau un anumit loc.
- bărăgan - șes întins, care are caractere de stepă, cu secetă vara și cu viscole iarna.
- băștinaș - vezi autohton.
- bâtcă - munte de o suprafață mai mică decât cei înconjurători, vârf de munte împădurit, măgură.
- belciug - meandru părăsit al unui râu și despărțit de albia acestuia când apele râului sunt scăzute.
- berbeci - stânci rotunjite de actiunea foștilor ghețari cuaternari, având aspectul unor spinări sau frunți de berbec; se întâlnesc în căldările înalte ale Carpaților și în nordul Rusiei și al Poloniei.
- bidonvil(le) - cartier de locuințe mizere, improvizate din deșeuri industriale, din tabla bidoanelor uzate etc, unde locuiește populația săracă a unui oraș.
- bief - porțiune dintr-un curs natural de apă sau dintr-un canal, limitată de două puncte carcateristice, de exemplu: bieful dintre două ecluze.
- biogeografie - știință care studiază repartiția biocenozelor, fauna și flora diferitelor regiuni ale globului terestru; se împarte în: geografia biocenozelor, geografia animalelor și geografia plantelor.
- biosferă - învelișul Pământului, format din organisme (plante și animale) care trăiesc în partea superioară a litosferei, în ape și în partea inferioară a atmosferă.
- blid - nume regional pentru căldare glaciară.
- bloc continental - sector al scoarței terestre de mari dimensiuni, înconjurat de depresiuni oceanice sau marine de mare adâncime.
- blocdiagramă - desen în perspectivă a unei porțiuni din scoarța terestră, pe care sunt redate principalele trăsături ale reliefului și structura geologică a acestuia.
- bogăție naturală - bogăție (necultivată) a solului sau a subsolului, a unei regiuni, a unei țări.
- bólson - denumire dată regiunilor joase ale unui deșert montan, acoperite de roci sfărâmate (detritice).
- boreal - vezi arctic.
- borgata - cartier de locuințe grupate în mici așezări, ridicate fără permis de construcție, într-o zonă agricolă de la periferia orașelor italiene sau, în general, a altor orașe.
- braț anastomozat - braț înfundat al unui râu, colmatat, separat de cursul principal al acestuia.
- braț (de râu):

- albie secundară, care se desprinde din albia principală și pe care se scurge o cantitate mică de apă;
- ramificație a cursului principal al unei ape curgătoare.
- braț mort - ramificație părăsită a unei ape curgătoare, alimentată numai la revărsări.
- brână - platformă în general ierboasă de-a lungul unui perete stâncos, de diferite lărgimi și înclinații, ce înconjoară un versant abrupt, întrerupând continuitatea acestuia în plan vertical.
- brusă - regiune tropicală de stepă, presărată cu arbuști; formație vegetală din regiunea tropicală de stepă, în care predomină arbuștii.
- buclă - porțiune a albiei unui curs de apă, având forma unei curbe foarte pronunțate.
- bulboană - ochiuri de izvoare ascendente, izolate sau pe fundul unui lac sau râu.
- bunget - partea cea mai ascunsă și mai deasă a unui masiv păduros.
- busolă - instrument constituit dintr-un ac magnetic și care indică direcția meridianului magnetic, fiind folosit pentru determinarea direcției punctelor cardinale.

## C
- caatínga - pădure tropicală rară, din estul Podișului Braziliei și din Venezuela, formată din arbuști și arbori mici, desfrunziți în anotimpul secetos, din pajiști cu mărăcinișuri și din ierburi dure.
- calotă glaciară - strat gros de gheață care ocupă suprafețe mari în regiunile polare.
- campína - formațiune de tip savană împădurită, pe nisipuri aluvionare, în Amazonia.
- campos - denumire braziliană a vegetației de tip tropical, formată din ierburi și mai rar arbori și arbuști, cu frunze căzătoare în perioada secetoasă (vezi și savană).
- canal:

- albie artificială care leagă între ele două mări, două fluvii, două râuri, un râu cu un lac etc. și care servește la navigație, irigații sau la construcții hidrotehnice;
- curs de apă îndiguit și drenat, cu scopul de a-l face navigabil, de a preveni inundațiile;
- cale de circulație pe apă în orașele așezate pe fluvii.
- canal navigabil - canal care prin dimensiunile sale asigură navigația în bune condiții pentru diferite tonaje.
- canará - (regionalism) stâncă (în mare); (în Dobrogea) abrupt stâncos care apare de sub loess.
- canevas (geografic) - rețea de meridiane și paralele trasate în vederea întocmirii unei hărți.
- canion - vale adâncă și îngustă, cu versanți foarte abrupți și cu fundul foarte îngust, de obicei ocupat de albia minoră.
- canton:

- unitate teritorial-administrativă în unele țări, cum ar fi Franța, unde cantonul este mai mare decât comuna și mai mic decât arondismentul;
- fiecare dintre statele care compun Confederația Elvețiană.
- cap - proeminență a uscatului care înaintează mult în mare, exemplu Capul Verde, cel mai vestic punct al Africii (sinonim: promontoriu).
- capitală - oraș de reședință, în care își au sediul organele supreme ale puterii de stat (guvern, parlament etc); oraș în care își au sediul organele de conducere ale unei unități administrative teritoriale mari.
- captare - fenomen prin care un râu cu un nivel de bază mai coborât ajunge, prin eroziune regresivă (înaintarea izvoarelor) în bazinul unui râu vecin, cu nivelul de bază mai ridicat, mărindu-și bazinul și debitul.
- carstică, regiune ~ - regiune constituită din roci solubile, în care circulația intensă a apelor subterane sau de suprafață creează forme caracteristice: lapiezuri, doline, puțuri, peșteri, chei etc.
- carstificare - proces geologic de dizolvare a unei roci solubile, cum ar fi rocile calcaroase (calcita), ghipsul, sarea și unele tufuri vulcanice (limonit).
- cartare - activitatea de urmărire pe teren și de transpunere pe hărți topografice a formațiunilor geologice dintr-o regiune.
- cartier - parte distinctă a unui oraș, care se deosebește de celelalte prin caracteristici proprii (geografice, istorice, economice etc).
  - cartier-oraș - cartier cu o mare extindere.
  - cartier-satelit - cartier construit în jurul unui element central.
- cartodiagramă - hartă care cuprinde diagrame reprezentând mărimea diferiților indicatori statistici, raportați la unități teritoriale.
- cartografie - ramură a geografiei care se ocupă cu întocmirea și utilizarea hărților geografice.
- cartogramă - reprezentare pe harta geografică, prin haşuri sau tente de culori de intensitate diferită, a unor date.
- cartoreproducere - ramură a cartografiei care se ocupă cu studiul metodelor și mijloacelor de multiplicare a hărților și a planurilor.
- cascadă - cădere de apă pe cursul unui râu, apărută ca urmare a unei rupturi de pantă în profilul longitudinal al văii (sinonim: cataractă).
- catenă muntoasă - vezi lanț montan.
- cataractă - vezi cascadă.
- cavernă - vezi peșteră.
- Cazanele Dunării - excavațiuni de tipul marmitelor, de mari dimensiuni, existente pe fundul Dunării, în defileu și care face parte din Parcul Natural Porțile de Fier.
- căldare glaciară - vezi circ glaciar.
- căldare nivală - circ mic, apărut prin presiunea zăpezii.
- câmpie - formă de relief cu suprafața netedă sau ușor ondulată, situată la altitudine mică; vezi și șes.
- câmpie abisală - regiune situată pe fundul oceanelor  situată sub 4.000 m adâncime și care este brăzdată de șanțuri abisale, lanțuri muntoase insule vulcanice și platouri (vezi și depresiune abisală).
- câmpie de acumulare - câmpie alcătuită din depozite diferite (pietrișuri, nisipuri, argile, mâluri), care se depun în regiuni joase, de obicei foste funduri de lacuri.
- câmpie de eroziune - câmpie apărută ca rezultat al acțiunii râurilor care distrug treptat un relief mai accidentat și mai vechi.
- câmpie de subsidență - câmpie joasă, netedă, slab fragmentată, cu rețea hidrografică divagantă, formată din zonele continentale ca urmare a mișcărilor epirogenice negative.
- câmpie eoliană - câmpie rezultată în urma acumulării nisipurilor de către vânturi în regiunile joase și netede.
- câmpie fluviatilă - câmpie constituită din interfluviile, terasele și luncile râurilor în care predomină depozite aluvionare.
- câmpie glaciară - câmpie rezultată în urma acțiunii de eroziune și acumulare a ghețarilor de calotă.
- câmpie marină - câmpie rezultată în urma eroziunii țărmului de către valuri sau a depunerii nisipului de către acestea pe țărm.
- ceatal - porțiune joasă de uscat, în formă de triunghi, formată în mod obișnuit din aluviuni, care provoacă difluența fluvială; exemple: ceatalul Dunării în amonte de Tulcea.
- centrosferă - vezi barisferă.
- centru - loc, localitate, parte dintr-o localitate, clădire etc. unde este concentrată o activitate de un anumit profil (industrială, comercială, administrativă, culturală).

- centru istoric - cea mai veche zonă urbană într-o localitate.

- cerc polar - paralela de 66o33' latitudine nordică (cercul polar arctic) sau sudică (cercul polar antarctic).
- cercul tropical de nord - cercul paralel la 23° 30' nord de ecuator (Tropicul Racului).
- cercul tropical de sud - cercul paralel la 23° 30' sud de ecuator (Tropicul Capricornului).
- cetate:

- nume dat cartierului mai vechi al unui oraș în care a existat o fortificație;
- oraș sau cartier al unui oraș care reprezintă o unitate cu caracteristici speciale.
- chaparral - asociație vegetală de tip mediteraneean, formată din tufișuri xerofile, spinoase, închircite, răspândită în preriile din California și Mexic.
- chei - vale îngustă, cu pereți înalți și abrupți, care se formează acolo unde apa exercită o puternică eroziune; exemplu: Cheile Bicazului.
- ciclu de eroziune - termen introdus de W. M. Davis, care susținea că relieful trece printr-o succesiune de etape de eroziune (sinonim ciclu geografic).
- ciclu geografic - vezi ciclu de eroziune.
- circ glaciar - formă de relief adâncită, cu contur circular și cu aspect de amfiteatru, rezultată prin acțiunea de eroziune exercitată de un ghețar pe suprafața bazinului de acumulare a gheții (sinonime: căldare glaciară, zănoagă).
- circuitul apei în natură - proces complex de circulație a apei în învelișul geografic și care cuprinde: evaporația, transportul vaporilor de apă, condensarea, căderea precipitațiilor, infiltrarea apei în sol, scurgerea subterană și de suprafață.
- circumboreal - din regiunile temperate și reci ale emisferei nordice.
- circumpolar - situat în jurul sau în vecinătatea polilor; peripolar.
- circumscripție - subdiviziune teritorială a unei regiuni, oraș sau unei comune, stabilită în vederea unei activități.
- cisalpin - (în opoziție cu transalpin) care este situat de aceeași parte cu Roma față de Munții Alpi; din nordul Italiei; exemplu: Galia Cisalpină.
- ciscarpatin - (în opoziție cu transcarpatin) de aceeași parte cu Munții Carpați ca și Vechiul Regat.
- ciupercă eoliană - formă de relief eolian rezultată în urma procesului de coraziune (exemple: Babele din masivul Bucegi, Tigăile din Ciucaș).
- clastocarst - complexul de fenomene și forme rezultate în urma spălării și scoaterii prin dizolvare a particulelor minerale din loess, conducând la alterarea, sufoziunea și tasarea rocilor.
- clăbucet - formă de relief sub-montană (sub-alpină) cu aspect rotunjit și acoperită de pădure (exemple: Clăbucetul Taurului, Clăbucetul Baiului, Prahova).
- cleanț - stâncă ascuțită.
- climatologie - știința care se ocupă cu studiul caracterelor climatice ale diferitelor regiuni ale lumii.
- climă - regimul multianual al proceselor meteorologice, caracteristic pentru o regiune dată și determinată de radiația solară și de circulația maselor de aer, variind în raport cu poziția pe glob, poziția geografică, altitudinea absolută și configurația reliefului regiunii respective.
- clisură - expresie locală care semnifică sector de vale îngustă pe culoarul transcarpatic dunărean (Clisura Dunării).
- coastă:

- povârnișul unui deal, al unui munte, al unei văi etc;
- marginea unui continent, a unei insule etc. prin care aceasta vine în contact cu oceanul, cu marea sau cu un lac (sinonim: faleză).
- cocioc:

-- nămol vegetal amestecat cu bucăți de rădăcini de stuf și de papură (care formează mici insule plutitoare);
- baltă mică, izolată, în regiunea inundabilă a unei ape curgătoare, care nu își poate împrospăta apa.
- codru - pădure provenită din sămânță (pe cale naturală sau prin plantație) și destinată să fie menținută până la o vârstă înaintată, spre a produce lemn de dimensiuni mari și a se regenera tot prin sămânță.
- colină - formă de relief mai mică decât dealul, rotunjită.
- colmatare - fenomenul de depunere a mterialului transportat de ape, având ca rezultat ridicarea treptată a nivelului terenului, a fundului unui bazin sau al unei porțiuni dintr-o albie.
- coloured - grup etnic predominant în anumite regiuni ale Africii de Sud, în special în provincia Western Cape, caracterizat prin ascendență atât africană, cât și europeană și asiatică
- coluviu - material provenit din descompunerea rocilor, deplasat de pe versanți, în special sub acțiunea forței gravitaționale și acumulat la baza pantei.
- comună:

- oraș medieval (dezvoltat în apusul Europei din vechile cetăți situate pe căile de comunicație comercială), care se bucura de o anumită autonomie politică;
- diviziune teritorială, administrată de un primar și de un consiliu local;
- unitate administrativă compusă din unul sau mai multe sate sau cătune și condusă de un consiliu popular comunal.
- con de dejecție - formă de relief cu aspect semiconic, rezultată prin acumularea de pietriș, nisip, argile, trasnportate de torenți și depuse acolo unde se micșorează panta (sinonim: agestru).
- con de grohotiș - formă de relief semiconică, apărută prin împrăștierea grohotișurilor la gura torenților.
- conul unui vulcan - partea exterioară a aparatului vulcanic, realizat prin acumularea produselor evacuate în timpul erupției (lavă și materiale rupte din coșul vulcanului).
- confluență - locul de unire a două ape curgătoare.
- continent - diviziune geografică alcătuită dintr-o întindere mare de uscat, mărginită total sau parțial de mări și de oceane, cuprinzând și unele insule sau arhipelaguri vecine.
- contrapantă - pantă cu cădere inversă căderii generale a unei suprafețe oarecare sau pantei talvegului unui râu; este caracteristică văilor glaciare, carstice, și fluviatile care traversează formațiuni litologice de durități și înclinări diferite.
- conurbație - fenomenul prin care mai multe orașe sau așezări urbane individuale cresc și se extind atât de mult încât, în cele din urmă, se unesc și formează o entitate urbană continuă; vezi și zonă urbană.
- convei - cot sau meandru, de mare amploare, pe traseul apelor curgătoare sau al potecilor în serpentine.
- coordonate geografice - sistem de referință care utilizează coordonatele unghiulare, latitudine (nordică sau sudică) și longitudine (estică și vestică) și servește la determinarea unghiurilor laterale ale suprafeței terestre (sau mai general ale unui sferoid).
- coraziune - acțiune de eroziune exercitată de vânt prin nisipul transportat în suspensie asupra rocilor și în urma căreia iau naștere forme de relief eoliene.
- cordon litoral - formă de relief în zona țărmurilor joase, datorită acumulării aluviunilor aduse de valuri și de curenții marini; poate închide complet sau parțial un golf, formând un lac marin sau, respectiv, o lagună.
- cotă:

- indicare, pe hartă, a înălțimii diferitelor puncte de pe teren, în raport cu un plan luat ca bază, de obicei nivelul mării;
- cel mai înalt punct al unei forme de relief (vezi și înălțime).
- crac:

- ramificație a unui deal, picior de deal sau de munte;
- ramificație a unei ape curgătoare (vezi și braț (de râu)).
- crater - partea superioară a unui aparat vulcanic, de forma unei pâlnie.
- creastă - culme îngustă, cu povârnișuri repezi, în zona muntoasă; coincide de obicei cu cumpăna apelor.
- crioplanație - proces de nivelare a reliefului sub actiunea alternării ciclice a înghețului și dezghețului în regiunile montane (sinonim altiplanație).
- crov - mică depresiune circulară sau alungită, dezvoltată pe loess prin tasare, ca urmare a proceselor de sufoziune (vezi și marmită).
- crupă - formă de relief alcătuită din două versante care se unesc după o linie; prelungire a unui mamelon.
- cuestă -  formă de relief cu un povârniș, apărută într-o regiune în care straturile cu roci dure alternează cu cele moi, datorită eroziunii apelor curgătoare și retragerii treptate a versanților.
- culoar depresionar - depresiune alungită și îngustă , semiînchisă, de origine tectonică, care separă masive sau culmi de dealuri și munți (exemplu: culoarul Caransebeș - Mehadia).
- cumpănă a apelor - linia de despărțire dintre bazinele a două râuri, catena muntoasă care desparte cele două bazine.
- cuptorul unui vulcan - locul de unde începe drumul ascensional al magmei, adâncimea de la suprafață până la cuptor variind între 5 si 50 de km (sinonim vatra vulcanului).
- curbă de nivel - linia de pe o hartă care unește punctele cu aceeași altitudine.
- curbă batimetrică - linie care unește punctele de egală adâncime ale reliefului fundului apelor, oceanelor, mărilor sau lacurilor (sinonim: izobată).
- curmătură - depresiune care întrerupe continuitatea unui munte și care serveste de trecătoare, șa adâncă.
- curs - mișcare a unei ape curgătoare în direcția pantei;

- (prin extensie) albia, întinderea sau direcția unei ape curgătoare.
- curs inferior (al unei ape curgătoare) - sector al apei care se află mai aproape de locul de vărsare, de mare decât de izvor.
- curs superior (al unei ape curgătoare) - sector al apei care se află mai aproape de izvor decât de vărsare.
- custură - creastă, culme stâncoasă și ascuțită, de obicei dințată.

## D
- dămfuire - procedeu de degazare a tancurilor de marfă prin introducerea de vapori sub presiune și eventual sodă caustică.
- dâmb:

- formă de relief mai mică decât dealul (vezi și colină).
- ridicătură mică de pământ înălțată la marginea unui șanț, a unei gropi etc.
- deal - formă de relief convexă, mai rar plată sau ascuțită, în general cu înălțimi cuprinse între 200 și 800 de metri (vezi și: colină, platou, podiș).
- deal de acumulare - deal format în urma acțiunii de depunere exercitate de ghețari.
- deal de eroziune - deal format ca rezultat al fragmentării de către apele curgătoare a unei regini cu structură cutată.
- declinație magnetică - unghiul format, într-un anumit loc de pe Pământ, de meridianul magnetic cu meridianul geografic, datorită faptului că polii geografici nu coicid cu cei magnetici.
- declinograf - instrument folosit pentru înregistrarea variației declinației magnetice într-un punct al scoarței Pământului.
- declinometru - aparat folosit pentru măsurarea declinației magnetice.
- declivitate - înclinare a unei suprafețe de teren față de un plan orizontal.
- defileu - vale transversală îngustă cu pereții abrupți, caracteristică râurilor care străbat regiuni muntoase.
- deflație - acțiune de  îndepărtare a materialului afânat, exercitată de vânt; acționează în strânsă legătură cu coraziunea și este puternică în regiunile aride.
- deltă - formă de relief rezultată din depunerea de mâl și de nisip la vărsarea unei ape curgătoare într-un lac, în mare sau în ocean, pe un teren cu panta lină, în condițiile lipsei mareelor și a acțiunii curenților litorali.
- demografie - ramură a geografiei care studiază structura populației (după vârstă, sexe, profesiuni, clase sociale etc.)
- denivelare:

- accident de teren într-o suprafață relativ plană; poate fi un accident pozitiv (de exemplu o movilă) sau negativ (de exemplu un crov);
- diferența de înălțime între două unități morfologice limitrofe.
- densitatea populației - raportul dintre numărul de locuitori și suprafața unui teritoriu.
- densitatea rețelei hidrografice - raportul dintre lungimea rețelei de râuri și canale și suprafața dată.
- denudație - proces de nivelare a scoarței terestre, sub acțiunea agenților geografici externi, prin dezagregarea, alterarea și erodarea rocilor, îndepărtarea materialelor rezultate și acumularea lor ulterioară în regiuni mai joase; sinonim: denudare.
- depozit - acumularea de materiale provenite din dezagregarea și alterarea rocilor și care sunt depuse pe suprafața continentelor sau a mărilor.

- depozit abisal - acumulare de sedimente pe adâncimile mărilor și oceanelor (în abisuri marine), formate în principal din particule fine de argilă, nisip și mâlul, care se acumulează treptat în aceste zone.
- depozit continental - acumulare de materiale provenite din dezagregarea și alterarea rocilor sau din acțiunea organismelor și care sunt depuse pe suprafața continentelor; sunt de mai multe tipuri: lacustre, fluviatile, glaciare, eoliene etc.
- depozit deluvial - acumulare de materiale rezultate din dezagregarea și alterarea rocilor, transportate sub acțiunea apei de șiroire și a gravitației și depuse pe versanții culmilor sau la baza pantelor.
- depozit eluvial - acumulare de materiale rezultate din dezagregarea și alterarea rocilor și rămase pe locul de formare.
- depozit fluviatil - acumulare de materiale provenite din dezagregarea și alterarea rocilor și depuse prin acțiunea apelor curgătoare.
- depozit lacustru - acumulare de materiale aduse de apele curgătoare și depuse în lacuri.
- depozit marin - acumulare de materiale provenite din fragmente de roci, din resturi de organisme și din substanțe dizolvate în apa mării și depuse pe fundul bazinelor marine.
- depozit sedimentar - acumulare de materiale provenite din dezagregarea și alterarea rocilor sau din acțiunea organismelor și care se depun pe fundul unui bazin acvatic sau pe suprafața uscatului.

- depresiune - formă de relief situată la un nivel mai coborât decât formele de relief care o încadrează.
- depresiune abisală - formă de relief negativă, alungită și adâncă, situată pe fundul unui bazin oceanic, paralel cu coasta unui continent sau cu un șir de insule (sinonime: depresiune oceanică, fosă abisală, groapă abisală, șanț tectonic submarin; vezi și câmpie abisală).
- depresiune oceanică - vezi depresiune abisală.
- deriva ghețurilor - deplasare a câmpurilor de gheață plutitoare din zonele polare, sub influența vânturilor și a curenților marini.
- deșert - regiune în care, datorită climei aride, vegetația este rară, rețeaua hidrografică este slab dezvoltată (exemple: Sahara, Gobi, Kalahari).
- determinism geografic - orientare neștiintifică în sociologie și în geografie, care consideră mediul geografic (așezarea geografică și condițiile naturale locale) ca factor determinant al dezvoltării sociale.
- difluență - împărțire a cursului unei ape curgătoare în două brațe, la vărsarea ei în altă apă curgătoare.
- district - unitate administrativ-teritorială din unele țări.
- district federal - unitate teritorială care cuprinde capitala țării și împrejurimile acesteia.
- district național - unitate administrativ-teritorială care are o compoziție națională omogenă.
- divagare - pendularea cursurilor râurilor în câmpiile de subsidență, ca umare a pantei reduse și a aluvionării puternice și din care rezultă meandre, belciuge, insule, renii, zonă mlăștinoase etc.
- dornă:

- lac adânc, subteran (în peșteri), vârtej, vâltoare, bulboacă;
- loc pe cursul unei ape, unde curentul de apă capătă o mișcare de rotație, formând o adâncitură și antrenând tot ce întâlnește acolo; bulboană, vârtej, sorb.
- dreikanter - piatră cu muchii ascuțite, având trei fețe șlefuite prin acțiunea vântului încărcat cu particule nisipoase; astfel de pietre sunt caracteristice pustiurilor și reliefului periglaciar.
- drenaj - proces de colectare și de conducere a apelor de pe o suprafață către un canal principal; astfel, apele provenite din precipitații sunt colectate de rețeaua hidrografică, iar cursurile de apă drenează de obicei și pânza de apă subterană.
- drúmlin - formă de relief de origine glaciară, cu contur eliptic, alcătuită din material morenic, cu nucleul constituit din roci dure sau nisipuri fluvioglaciare.
- dună - movilă de nisip care ia naștere prin acțiunea vântului.
- durău - pârâu de munte, repede și zgomotos.
- duruitoare - cascadă zgomotoasă.

## E
- ecuator - linia imaginară rezultată din intersecția suprafeței Pământului cu planul care trece prin centrul acestuia, perpendicular pe axa polilor.
- eluvionare - spălarea spre adâncime a unor componente din orizonturile superioare ale solului sub acțiunea apei de precipitații.
- emisferă - fiecare dintre cele două jumătăți ale sferei terestre, mărginite de ecuator.

- emisfera nordică - jumătatea nordică a sferei terestre, mărginită de ecuator și cuprinzând Polul Nord (sinonime: emisfera boreală, emisfera septentrională).
- emisfera sudică - jumătatea sudică a sferei terestre, mărginită de ecuator și cuprinzând Polul Sud (sinonim: emisfera australă).

- enclavă - situare geografică a unui stat sau teritoriu înconjurat total de spațiul altui stat.
- endoreic - (despre o regiune sau un bazin hidrografic) lipsit de legături prin ape curgătoare cu marea sau cu oceanul.
- erg (dune) - tip deșert de nisip din Africa de Nord, cu dune, format de obicei în porțiunile mai coborâte ale suprafeței terestre.
- eroziune - proces distructiv continuu, datorat activității conjugate a factorilor atmosferici și factorilor biologici.
- estuar - albie minoră a unui fluviu, lărgită și adâncită (adeseori în formă de pâlnie), în zona de vărsare a acestuia.
- exod rural - migrație de la țară la oraș, model migrator al popoarelor care au plecat din zonele rurale către zonele urbane.
- expoziție - poziție a versanților unei forme de relief față de punctele cardinale; constituie unul dintre factorii care determină cantitatea de radiație solară primită de versanți.

## F
- faleză - țărm abrupt, creat de acțiunea eroziune a valurilor (vezi și coastă).
- Fata Morgana - formă complexă de miraj optic din regiunile tropicale, care face ca obiectele aflate la orizont sau dincolo de el să apară multiplicate sau răsturnate, ca într-o apă.
- fiord - golf marin adânc, strâmt, sinuos, mărginit de povârnișuri abrupte care pătrunde mult în interiorul uscatului, fiordurile sunt frecvente pe țărmurile scandinavice.
- firul apei - linie imaginară de la suprafața unei ape curgătoare, care unește punctele de viteză maximă ale apei.
- firn - zăpadă frecventă de pe munții înalți, devenită granulară în urma topirilor și înghețărilor repetate.
- floră - totalitatea speciilor de plante dintr-o anumită regiune.
- fluviu - curs de apă de lungime și debit mare, care colectează toate apele dintr-un bazin hidrografic, curge printr-o albie bine definită și se varsă într-o mare, într-un lac sau într-un ocean.
- flux - faza de înălțare a suprafeței apelor oceanice în cadrul fenomenului de maree.
- formă de relief - neregularitate a suprafeței Pământului, rezultat al interacțiunii agenților interni (mișcările scoarței terestre și fenomenele magmatice) și externi (apele curgătoare, ghețari, vântul, valurile).
- fosă abisală - vezi depresiune abisală.
- frontieră - linie naturală sau convențională care desparte teritoriul unui stat de teritoriul altor state sau de întinderi de apă care nu fac parte din teritoriul său.

- frontieră naturală - frontieră între state sau subdiviziunile acestora, care este concomitentă cu formațiuni naturale precum râu sau lanțuri muntoase

- fund (al unei văi, al unui pârâu) - linia ce mai joasă a unei depresiuni, partea inferioară a unei cavități naturale.
- fus - porțiunea tronconică a unui vârf de catarg situată imediat sub măr.
- fus orar - porțiune din suprafața globului pământesc în care este legal în vigoare aceeași oră și care este cuprinsă între două meridiane ale căror longitudini diferă cu 15°.

## G
- găvan - vezi crov.
- gârlă - depresiune alungită în lunca unui râu, acoperită permanent sau temporar cu apă, făcând legătura între râu și lacurile de luncă.

- apă curgătoare (mai mică); braț al unei ape curgătoare.
- gentrificare - proces prin care un cartier urban învechit, caracterizat adesea prin locuințe deteriorate și infrastructură subdezvoltată, suferă transformări semnificative prin revitalizare și reinvestiții.
- genune:

- prăpastie adâncă, abis, hău;
- (pe cursul unei ape) loc întins cu adâncime foarte mare.
- geocriologie - ramură a geografiei fizice care studiază zonele cu îngheț periodic sau peren al solurilor și rocilor.
- geofizică - știință] care studiază structura și proprietățile fizice al Pământului și în special învelișurile sale externe: litosfera, hidrosfera și atmosfera.
- geografie - știință care studiază în ansamblu învelișul terestru, cu toate elementele sale, din punct de vedere fizic, economic, etnografic etc.

- geografie militară⁠(d) - studiul terenurilor, reliefului, climei, resurselor naturale și altor caracteristici geografice care pot influența planificarea și desfășurarea operațiunilor militare.

- geoid - corp geometric care reprezintă forma teoretică a Pământului și care este mărginit de suprafața mărilor și oceanelor prelungită pe sub continente.
- georamă:

-  sferă pe a cărei față interioară este reprezentată în relief scoarța terestră în scopul studierii acesteia;
- hartă în relief realizată la o scară foarte mare.
- geotectură - formă de relief de dimensiuni planetare sau continentale, determinată de procese endogene.
- ghețar - masă de gheață naturală, permanentă, prezentă atât în regiunile polare, cât și în peșteri.
- ghiol - cuvânt turc cu semnificația "lac"; apare în componența unor toponime ca: Techirghiol, Siutghiol, Agighiol.
- GIUK Gap - spațiul maritim dintre Groenlanda și Islanda și dintre Islanda și Regatul Unit.
- glacis - formă de relief aproape netedă, ușor înclinată, ce mărginește un versant de munte.
- gol de munte (gol alpin) - regiune situată deasupra zonei forestiere (începând de la limita superioară a pădurii) și acoperită cu pășuni alpine, tufărișuri de jnepeni, ienuperi sau stânci.
- golf - parte interioară a unui lac, mare sau ocean care pătrunde adânc în uscat.
- graniță naturală -  graniță marcată de o apă sau de o formă de relief.
- grădiște - ridicătură de pământ, rămasă izolată în lunca unei ape curgătoare, în urma deplasării meandrelor acesteia.
- greabăn - parte cea mai ridicată din culmea unui munte.
- grind - mică ridicătură de teren de formă alungită, care rezultă din depunerile aluvionare ale unei ape curgătoare sau ale mării.
- groapă abisală - vezi depresiune abisală.
- grohotiș - masă de pietre, sfărâmături de stânci, adunate în fundul văilor, vâlcelelor sau pe coastele înclinate și care pot genera avalanșe.
- grotă - vezi peșteră.
- gură (a unui pârâu) - locul de confluență, cu un alt curs de apă, al cursului de apă respectiv.

## H
- hamádă - podiș în deșerturile din zonele intertropicale, acoperit de pietre colțuroase, rezultate din cauza diferențelor diurne mari de temperatură.
- hartă - reprezentare în plan orizontal a suprafeței terestre, micșorată după o scară de proporție.
- hidrosferă - învelișul de apă al globului terestru, alcătuit din oceane, mări, lacuri, ghețari, ape curgătoare, ape subterane, zăpezi și ghețuri.
- hinterland:

- regiune relativ rigidă din punct de vedere tectonic, situată în spatele unui sistem muntos cutat, de exemplu Bazinul Transilvaniei față de Carpații Orientali;
- zonă imediată și apropiată de aprovizionare cu mărfuri a unui oraș.
- hipsografie:

-  ramură a geomorfologiei care se ocupă cu descrierea reliefului după altitudine;
- totalitatea formelor de relief dintr-o regiune, analizate după altitudine; ( vezi și orografie).
- hoancă - (regionalism)  adâncitură în formă de vale mică între dealuri; afundătură naturală lipsită de apă.
- horn - relief cu aspect de piramidă triunghiulară, carcateristic regiunilor alpine, care se formează în urma intersectării pereților circurilor glaciare.

## I
- iaila - denumirea pășunilor de vară (în mare parte xerofitice) din Munții Crimeei.
- iárdang - formă de relief cu aspectul unor ridicături despărțite prin șanțuri, specifică deșerturilor Asiei Centrale.
- identitate culturală -  conexiunea strânsă între o anumită comunitate sau grup etnic și mediul geografic în care aceștia trăiesc și care cuprinde aspectele: relația cu teritoriul, caracteristici geografice distinctive, activități și tradiții specifice zonei, folosirea și protejarea resurselor naturale, mituri și legende locale.
- iezer - lac de munte; vezi și: baltă, tău.
- indigen - vezi autohton.
- infrastructură - ansamblul de facilități fizice, rețele și sisteme care susțin activitățile și funcționarea unei zone geografice și care pot include drumuri, căi ferate, aeroporturi, porturi, rețele de apă și canalizare, rețele de energie, telecomunicații, școli, spitale, centre comerciale și alte facilități publice și private; este esențială pentru dezvoltarea și funcționarea eficientă a unei comunități sau a unei regiuni și influențează accesibilitatea, conectivitatea și calitatea vieții locuitorilor.
- in situ - expresie care se referă la conservarea ecosistemelor și a habitatelor naturale și întreținerea și recuperarea populațiilor longevive de specii în mediile lor naturale.
- insulă - întindere de pământ înconjurată din toate părțile de apă, situată fie într-un ocean, mare sau lac, fie în cadrul albiei unei ape curgătoare.
- insulă plutitoare - formație de pământ, nisip, nămol, rădăcini și ramuri de plante rupte care plutesc pe un curs de apă, având aspectul unei insule (sinonim: ostrov plutitor).
- insurgență - locul sau cavitatea naturală unde un curs de apă dispare sub pământ.
- interfluviu - regiune cuprinsă între două văi vecine.
- izbuc - locul de ieșire a apei unui pârâu sau râu subteran ce curge pe un canal natural, exurgență.
- izobată - vezi curbă batimetrică.
- izohipsă - curbă care unește pe o hartă punctele cu aceeași altitudine.
- izolare geografică - separarea prin bariere naturale (ape, masive muntoase etc.) a unor asociații de plante sau de animale pe un teritoriu limitat (insule, bazine închise, munți izolați), lipsit de legătură cu alte teritorii.
- izvor - locul de ieșire a apei dintr-o pânză de apă subterană.

## Î
- înălțime (a unui punct) - depărtarea punctului pe verticală, măsurată de la un plan orizontal oarecare luat ca bază (ex. nivelul mării, vezi și cotă).

## J
- jgheab - scobitură în formă de canal, făcute de ploi și ape în stânci; locul cuprins între două picioare de munte.

## L
- lac colmatat - lac care a dispărut în urma depunerii nisipurilor, mâlurilor și a dezvoltării vegetației.
- lac meromictic – lac foarte adânc în care, în profunzime, se distinge un strat de apă permanent stagnantă, cu proprietăți chimice și temperaturi relativ constante, sărac în oxigen.
- landă - fâșie pe țărmurile Atlanticului formată din nisip lipsit de vegetație.
- landșaft - porțiune din învelișul geosferic care poseda trăsături proprii, diferite de la cele ale porțiunilor învecinate de care este despărțită prin limite naturale; se caracterizează printr-o anumită forma a interacțiunii dintre relief, climă, ape, soluri, vegetație, faună și activitatea omului (sinonim: peisaj geografic).
- lanț montan - sistem montan constituit din grupuri de culmi, care se succed pe distanțe mari, urmând o direcție axială determinată; sinonim: catenă muntoasă.
- lavină - vezi avalanșă.
- lob - porțiune de albie, luncă sau terasă cuprinsă în bucla unui meandru.
- luncă:

- șes de-a lungul unei ape curgătoare, caracterizat prin soluri aluvionare și prin vegetație specifică; regiune inundabilă a unei văi;
- pădure formată din sălcii, răchită, anini, plopi etc. pe malurile unei ape curgătoare; zăvoi.

## M
- mamelon - înălțime de teren rotundă din creștetul căruia terenul coboară în toate direcțiile; se poate găsi fie pe crestele munților, fie pe spinarea dealurilor.
- maquis - formație deasă de tufișuri și de arbori veșnic verzi, adaptați la secetă, caracteristică regiunii mediteraneene.
- marmită - scobitură rotundă săpată de un râu sau de vânt în stâncă, găvan (vezi și crov).
- masiv - unitate de relief formată dintr-un grup de munți sau de dealuri (reunite în jurul unui vârf).
- matcă - albie (minoră) a unei ape curgătoare; pat, făgaș, vad;

- (rar) izvor al unei ape curgătoare.
- măgură - formă de relief, adesea conică, ce domină relieful din jur.
- meandre - cotituri ale cursului unei ape curgătoare.
- meandrat - se referă la râuri (cotit, sinuos) sau la drumuri (în serpentine).
- mediu geografic - totalitatea caracteristicilor fizice, naturale și culturale ale unei anumite zone geografice, incluzând aspecte precum relieful, clima, vegetația, fauna, resursele naturale, apele, solul, dar și aspecte culturale cum ar fi populația, așezările umane, activitățile economice și infrastructura.
- megalopolis - mare aglomerație urbană alcătuită prin contopirea mai multor orașe cu continuitate.
- megarelief - formă de relief de mare întindere, prin continente și bazine oceanice.
- meridian - oricare din semi-elipsele imaginare de pe suprafața Pământului care unesc polii Nord și Sud și cu ajutorul cărora se măsoară longitudinea.

- Meridianul Zero - meridian convențional (care trece pe la Greenwich, Londra) de la care se măsoară longitudinea punctelor de pe Glob.

- merocarst - carst limitat numai la formele subterane.
- meromictic – vezi lac meromictic.
- micronațiune - entitate care susține a fi o națiune sau stat suveran, dar nu este recunoscut ca atare de către guvernele mondiale sau marile organizații internaționale; vezi și microstat.
- microstat - stat independent cu o populație foarte mică sau/și o suprafață terestră redusă; vezi și micronațiune.
- minoritate (națională) - populație distincte de populația majoritară a unui stat din punct de vedere etnic, lingvistic și religios.
- mogotă - relief de mari dimensiuni, cu pereții verticali și creștetul plat, caracteristic carstului din regiunile tropicale.
- morfografie - ramură a geomorfologiei care se ocupă cu descrierea și clasificarea formelor de relief după aspectul exterior.
- muchie - linia de intersecție a două fețe de munte, de obicei stâncoase; creastă foarte îngustă și înclinată.
- munte - ridicătură a scoarței pământului mai mare decât dealul, de obicei cu o înălțime de peste 800 m.
- muncel - denumire dată unui munte de o înălțime mai mică cu structură cutanată, alcătuit din roci dure.

## N
- nișă de abraziune - formă de relief cu aspect de firidă alungită, formată la baza unei faleze alcătuite din roci rezistente la eroziune, din cauza acțiunii valurilor puternice.

## O
- obârșie:

- locul de unde începe să se formeze bazinul hidrografic al unui râu sau torent;
- partea superioară a unei văi.
- obcină :

- culme muntoasă prelungă, cu înălțimea de 1.000-1.600 m, dominată, din loc în loc, de vârfuri nu prea înalte și care provine din fragmentarea paralelă sau radiară a suprafețelor de eroziune; este o formă de relief caracteristică pentru Carpații Orientali, numele de obcină fiind frecvent din Maramureș până în zona munților Nemira.
- versant comun, constituind hotarul dintre două proprietăți.
- oraș  - formă complexă de așezare umană, având multiple dotări edilitare, de obicei cu funcție administrativă, industrială, comercială, politică și culturală.

- oraș-alfa - vezi oraș global.
- oraș global - oraș considerat a fi un important nod în sistemul economic mondial; altă denumire: oraș-alfa.
- oraș mic - centru locuit de dimensiuni destul de mici, dar cu o anumită importanță administrativă sau culturală.
- oraș-satelit - oraș de importanță secundară, fără autonomie economică, plasat în apropierea unui oraș mare și dependent de acesta.

- orografie - parte a geografiei fizice care se ocupă cu descrierea, clasificarea și studierea formelor de relief ale uscatului (vezi și hipsografie).
- oronimic - cuvânt care definește o formă de relief.
- ostrov plutitor - vezi insulă plutitoare

## P
- padină:

- loc aproape plan sau ușor scobit, aflat pe vârful unui munte sau a unui deal, între doi munți sau două dealuri, pe coastă ori chiar la poalele muntelui sau dealului (vezi și: platou, plai);
- mică depresiune circulară sau alungită, formată de obicei pe loess;
- teren umed, mlăștinos.
- paleogeografie - ramură a disciplinelor geologice care se ocupă cu studierea și reprezentarea pe hartă a condițiilor fizico-geografice care au existat în diferite etape ale istoriei geologice a Pământului.
- pas - vezi trecătoare.
- peisaj geografic - vezi landșaft.
- periglaciară, zonă ~ - regiune de la periferia ghețarilor pleistoceni și actuali, cu climă, procese și forme de relief caracteristice, determinate de condiții fizico-geografice specifice (alternanța îngheț-dezgheț, soluri afectate de îngheț peren, vânturi cu intensități mari etc.).
- perimontan - (despre forme de relief, regiuni etc.) situat in jurul munților, la poalele acestora.
- peripolar - vezi circumpolar.
- perisíp - vezi cordon litoral.
- peșteră -  cavitate, scobitură naturală subterană adâncă și mare, formată prin dizolvarea unor roci solubile de către apele de infiltrație (sinonime: grotă, cavernă).
- picior de munte - partea inferioară, în general împădurită, a unei spinări de munte ce se desprinde dintr-un vârf sau dintr-o culme.
- piemont - formă de relief situata la contactul unor munți cu o câmpie sau cu o depresiune, formată prin acumularea depunerilor aduse de apele curgătoare la schimbarea de pantă.
- plai:

- picior de munte ușor înclinat, acoperit cu pășuni si care se prelungește până în zona pădurilor;
- (în sens figurat) potecă, drum de munte.
- planiglob - hartă a globului terestru în care cele două emisfere sunt reprezentate pe o suprafață plană; planisferă, mapamond.
- platformă continentală - zonă submersă, cvasiplană, care se întinde de la țărm spre larg, până la marginea de sus a povârnișului continental; este continuarea ariei continentale (sinonim: platou continental).
- platou - suprafață aproape plană, ori ușor vălurită, situată la altitudine (vezi și pod natural, podiș).
- platou continental - vezi: platformă continentală.
- podiș - suprafață aproape plană, situată la mare altitudine.
- pod natural - arcadă de stâncă, rest a unei peșteri prăbușite (vezi și platou).
- pol geografic - fiecare dintre cele două puncte situate la capetele axei de rotație a Pământului și în care se reunesc toate meridianele geografice.
- pol magnetic terestru - punct pe suprafața Pământului în care acul magnetic are poziția verticală (înclinația magnetică este de 90°).
- ponor

- formă de relief din regiunile carstice, aven, dolină sau microdepresiune, prin care apele de suprafață se scurg în subteran;
- povârniș abrupt sau adâncitură formata prin prăbușirea, ruperea sau alunecarea unor straturi de teren.
- populație - totalitatea locuitorilor unei țări, ai unei regiuni, ai unui oraș etc.
- prag:

- ridicătura naturală a fundului albiei unei ape curgătoare; banc de depuneri format de materialele transportate de apă; treaptă mai înaltă pe fundul unui bazin oceanic sau marin;
- ridicătură de teren în formă de prag; treaptă de stâncă greu de trecut;
- perete de piatră, stâncă peste care trece o apă, formând o cascadă.
- profil morfologic - reprezentare grafică în plan vertical, la o anumita scară, a reliefului unei regiuni.
- proiecție cartografică - metodă cartografică de reprezentare pe un plan a suprafeței globului sau a unei părți a acesteia.

- proiecție azimutală (sau zenitală) - proiecție la care punctele de pe glob sunt proiectate direct pe un plan; exemple: proiecția gnomonică, proiecția stereografică, proiecția ortografică.

- proiecție azimutală echidistantă - proiecție neperspectivă, conformă în punctul central și echidistantă de la acest punct; se folosește luând ca centru o bază navală, un aerodrom sau o stație radio, de la care se pot măsura distanțele și relevmentele.

- proiecție cilindrică - proiecție perspectivă la care suprafața globului este proiectată pe un cilindru.
- proiecție conformă - proiecție la care unghiurile de pe glob sunt reprezentate în mărime adevărată.
- proiecție ortografică - proiecție perspectivă la care ochiul observatorului se află la infinit, iar planul de proiecție este perpendicular pe dreapta ce unește ochiul observatorului și centru Pământului.
- proiecție ortomorfică - proiecție la care formele sunt respectate, adică scara este constantă de-a lungul unei direcții; proiecția Mercator este ortomorfică pe suprafețe mici.
- proiecție stereografică - proiecție perspectivă pe un plan tangent la glob, ochiul observatorului aflându-se la antipod; se folosește la întocmirea hărților zonelor polare.

- promontoriu - vezi cap.
- protecția mediului - ansamblul reglementărilor, măsurilor și acțiunilor care au ca scop menținerea, protejarea și îmbunătățirea condițiilor naturale de mediu, ca și reducerea sau eliminarea, acolo unde este posibil, a poluării mediului înconjurător și a surselor de poluare.
- punct cardinal - fiecare dintre cele patru puncte principale în care meridianul și paralela locului se intersectează cu linia orizontului și după care se poate determina poziția unui corp pe Glob (nord, sud, est, vest); direcția determinată de fiecare dintre aceste puncte.

## R
- rachetă geofizică - rachetă echipată cu aparate destinate cercetărilor geofizice și care atinge altitudini de sute de kilometri.
- regiune arctică - nume generic dat pământurilor continentale și insulare din cuprinsul sau din vecinătatea Oceanului Arctic, la nord de Cercul Polar de Nord.
- relief - configurație a suprafeței terestre constituită din totalitatea neregularităților de forme pozitive sau negative considerate față de un plan de referință general sau local.
- rezervație naturală - teritoriu în limitele căruia sunt ocrotite prin lege anumite elemente de mare interes științific sau cultural (floră, faună, formații geologice etc.); exemple: Delta Dunării, Parcul Național Retezat, Parcul Național Yellowstone.

## S
- sat inteligent - comunitate rurală care utilizează tehnologii moderne, inovație și bune practici de guvernanță pentru a îmbunătăți calitatea vieții locuitorilor, dezvoltarea economică și protecția mediului.[1]
- savană - tip de ecosistem, din regiuni cu un sezon de uscăciune și un sezon ploios distinct (cum ar fi regiunile tropicale și subtropicale), caracterizat prin prezența ierburilor înalte și a unor arbori răsfirați, care sunt răspândiți în mod dispersat în peisaj.
- selvas - denumire dată pădurilor ecuatoriale veșnic verzi din bazinul Amazonului.
- semideșert - regiune de tranziție între stepă sau savană și deșert.
- septentrional - vezi arctic.
- sertão - regiune secetoasă în nord-estul Braziliei, cu vegetație rară, formată din arbuști spinoși, cactuși și unii arbori rezistenți la uscăciune.
- sfor (regionalism) -

- curent în mijlocul unei ape curgătoare; firul apei;
- loc de unde țâșnește din pământ apa, formând o mocirlă.
- SIRUTA (Sistemul Informatic al Registrului Unităților Teritorial-Administrativ) - sistem oficial de codificare utilizat în România pentru identificarea unică a unităților administrativ-teritoriale, a localităților și a altor subdiviziuni teritoriale.
- silvostepă - vezi antestepă.
- sistematizarea teritoriului - activitate care urmărește reglementarea utilizării teritoriului într-un mod eficient.
- sol - strat afânat, moale și friabil care se găsește la suprafața scoarței Pământului și care, împreună cu atmosfera învecinată, constituie mediul de viață al plantelor.
- speologie - știință care se ocupă cu studiul complex al peșterilor.
- stepă - formațiune vegetală, caracteristică regiunilor cu climă semiaridă, alcătuită din plante care se dezvoltă rapid imediat ce apar condiții favorabile.
- sufoziune - proces de spălare și de trasnportare a particulelor fine din rocile afânate sub acțiunea circulației apelor subterane.
- supraaglomerare - concentrarea excesivă a populației într-o anumită zonă, ceea ce poate duce la probleme precum: depășirea capacității de susținere a resurselor naturale, degradarea mediului, poluare, trafic intens, lipsa locuințelor adecvate și presiuni asupra serviciilor publice (apă, electricitate⁠(d), transport, sănătate).

## Ș
- șa - vezi curmătură.
- șanț tectonic submarin - vezi depresiune abisală.
- șes - întindere vastă de pământ, fără diferențe (mari) de nivel, situată la mică altitudine; câmpie; suprafață plană de pământ situată într-o depresiune.

## T
- tabular - (despre o formă de relief) care este axat pe o structură geologică orizontală ce prezintă o alternanță de orizonturi cu durități diferite (exemplu: munții tabulari din Sahara); relieful tabular este relieful podișurilor sau platourilor structurale sau uneori al câmpiilor înălțate peste talveguri.
- taigá:

- denumire a pădurii de conifere siberiene;
- subzona pădurilor de conifere din nordul zonei temperate a emisferei boreale, care se întinde din nord-vestul Europei prin Asia până la Oceanul Pacific, iar în America de Nord îndeosebi în Canada.
- takâr - denumire dată în regiunile aride din Asia Centrală, terenurilor argiloase salinizate, a căror suprafață crapă în perioadele secetoase, desfăcându-se în plăci poligonale.
- talveg - linie care unește punctele cu cea mai mare adâncime de-a lungul albiei unui râu sau de-a lungul unei văi și care constituie direcția de curgere a apelor.
- tău -  apă stătătoare puțin adâncă; vezi și: baltă, iezer.
- Terasele de orez din Cordiliera Filipineză - culturi agricole din Filipine, înscrise pe lista patrimoniului mondial UNESCO.
- teritoriu dependent - formațiune statală care nu deține o independență deplină, adică un alt stat îi reprezintă interesele și ia decizii în numele acestuia.
- teritoriu de stat - spațiul în interiorul căruia este așezata populația unui stat format din teritoriul terestru (solul si subsolul), teritoriul maritim (apele interioare și marea teritorială) și teritoriul aerian (format din coloana de aer care se găsește deasupra solului și deasupra teritoriului maritim, fiind delimitat orizontal prin frontierele terestre, fluviale și maritime.
- tihăráie - (altă variantă: tihăríe)  povârniș pe coasta unui munte; râpă abruptă; loc râpos, sălbatic, acoperit cu vegetație deasă.
- tinóv - mlaștină de turbă, acidă, situată, în general, în zone submontane.
- topliță:

- izvor, pârâiaș cu apă caldă; ochi de apă care nu îngheață iarna;
- braț izolat, mort al unui râu; apă stătătoare, băltoacă.
- toponimie - ansamblul numelor proprii de pe o arie geografică; toponimia se împarte în: oronimie, hidronimie, limnonimie, etc., după cum se referă la nume de munți, de ape, de lacuri.
- torent

- curs de apă temporar pe pantele repezi și neregulate ale munților și dealurilor, cu debit variabil, care curge impetuos peste creste, în urma ploilor mari sau după topirea bruscă a zăpezilor;
- formă de relief care ia naștere ca urmare a acțiunii apelor torențiale.
- torențial - (despre ape curgătoare) care are un curs vijelios, prezentând creșteri bruște de debit și o mare putere distructivă.
- transalpin - (în opoziție cu cisalpin) care este situat dincolo de munții Alpi în raport cu Roma; exemplu: Gallia Transalpina.
- transcarpatin (sau transcarpatic) - (în opoziție cu ciscarpatin) de cealaltă parte a Munților Carpați în raport cu Vechiul Regat.
- transfer de populație -  formă de migrație care constă în mutarea unui grup mare de oameni dintr-o regiune în alta.
- trecătoare - loc de coborât, de obicei de-a lungul unei văi, care permite străbaterea culmilor muntoase sau deluroase.
- tropic - vezi: cercul tropical de nord și cercul tropical de sud.
- turn - formă de relief proeminentă, izolată, cu aspect prismatic, din calcare, conglomerate și alte roci.

## Ț
- țară - spațiu care reprezintă o coeziune geografică, culturală, economică sau socială, unde există o comunitate de interese.

## U
- ued - vale largă caracteristică unor deșerturi (din Africa de Nord și Arabia), cu fundul acoperit cu nisip și pietriș, prin care se scurg apele ploilor torențiale sau unele ape curgătoare nepermanente.
- urcior - (regionalism) loc mai adânc în albia unei ape curgătoare, unde se formeaza vârtejuri; bulboacă, bulboană.
- uscat - suprafața litosferei neacoperită de apele oceanului planetar și care este fragmentată în continente și în insule.

## V
- vad:

- loc situat pe cursul unui râu, unde malul e jos și apa puțin adâncă, permițând trecerea prin apă de pe un mal pe altul;
-  albie, matcă (a unei ape curgătoare);
- canal de irigație, jgheab.
- val - undă formată în bazinele oceanice sau lacustre prin mișcarea oscilatorie a maselor de apă datorită vântului.
- val seismic - val care se formează pe suprafața oceanelor și a mărilor ca rezultat al unei schimbări bruște în relieful fundului oceanic sub acțiunea unui cutremur.
- vale - formă de relief, îngustă și alungită, situată sub nivelul ținuturilor învecinate, creată în general prin acțiunea unei ape curgătoare sau străbătută (permanent sau temporar) de o astfel de apă (vezi și albie).
- vale antecedentă - vale transversală formată într-o regiune afectată de mișcări de ridicare a scoarței de către un curs de apă.
- vale epigenetică - vale formată de un curs de apă care s-a adâncit la început în roci ușor erodabile ce acopereau un strat de roci mai dure.
- vatra unui vulcan - vezi cuptorul unui vulcan.
- vâlceá - vale îngustă și puțin adâncă, cu fundul aproape plat și cu versantele în pantă ușoară.
- vâlcel - ramificația cea mai mică a unei văi montane, la originea sau pe cursul ei superior.
- vegetație -  totalitatea plantelor care trăiesc și se dezvoltă într-o anumită zonă geografică și care exercită un impact semnificativ asupra peisajului și poate influența activități umane, cum ar fi agricultura, silvicultura și turismul.
- vitalitate urbană - gradul de energie, dinamism și vitalitate pe care o are o zonă urbană, măsură a vieții și a activității într-un mediu urban.

## Z
- zăcământ - acumulare naturală de substanțe minerale utile; prezintă interes economic.
- zănoagă - vezi circ glaciar.
- zăpodie - vale largă adăpostită de înălțimi; șes puțin scufundat față de regiunea înconjurătoare.
- zăpor:

- dezgheț, viitură, avalanșă;
- barieră de gheață în râurile navigabile.
- zonă:

- porțiune din suprafața uscatului, a vegetației și climei, din adâncimea unei ape sau din sol etc. cu anumite caractere omogene;
- suprafață delimitată de teren din teritoriul unui oraș, al unei comune;
- întindere delimitată din punct de vedere administrativ și economic-financiar; sector;
- fiecare dintre cele cinci mari diviziuni ale globului terestru, delimitate de cercurile polare și de tropice.
- zonă arctică - cea mai nordică zonă fizico-geografică a Pământului, care cuprinde cea mai mare parte a Arcticii.
- zonă climatică - regiune a Pământului cu caracteristici climatice proprii, determinate de variația latitudinală a elementelor climatice.
- zonă contiguă - fâșia de mare adiacentă mării teritoriale care se întinde spre largul mării până la distanța de 24 mile marine.
- zonă economică exclusivă - zona maritimă adiacentă mării teritoriale a unui stat riveran, care se extinde până la maximum 200 mile marine în larg, distanța fiind calculată de pe linia de bază a apelor teritoriale.
- zonă metropolitană - centru mare urban, format dintr-o metropolă mare și zona sa adiacentă de influență.
- zonă urbană - regiune (de obicei oraș sau conurbație) caracterizată prin densitatea populației, infrastructura dezvoltată și prezența activităților economice și culturale, concept opus zonei rurale.

- zoogeografie - vezi geografia animalelor.